# Mésange mitrée
Leptopoecile elegans
Espèce
Statut de conservation UICN

 LC  : Préoccupation mineure
La Mésange mitrée (Leptopoecile elegans) est une espèce d'oiseaux de la famille des Aegithalidae.

## Répartition
Son aire s'étend à travers les forêts élevées du centre de la Chine et du sud-est du Tibet.

## Taxinomie
Selon le Congrès ornithologique international et Alan P. Peterson il existe deux sous-espèces :
- L. e. meissneri Shäfer, 1937, du Sud-Est du Tibet ;
- L. e. elegans Przewalski, 1887, du Centre/Sud de la Chine.